# Condado de Myślenice
Condado de Myślenice (polaco: powiat myślenicki) é um powiat (condado) da Polónia, na voivodia da Pequena Polónia. A sede do condado é a cidade de Myślenice. Estende-se por uma área de 673,3 km², com 116 484 habitantes, segundo o censo de 31.12.2005, com uma densidade de 172,9 hab/km².

## Divisões admistrativas
O condado possui:
Comunas urbana-rurais: Dobczyce, Myślenice, Sułkowice
Comunas rurais: Lubień, Pcim, Raciechowice, Siepraw, Tokarnia, Wiśniowa
Cidades: Dobczyce, Myślenice, Sułkowice

## Demografia
População (dados de 30 de Junho de 2005):
|          | Total   | Total | Mulheres | Mulheres | Homens  | Homens |
| -------- | ------- | ----- | -------- | -------- | ------- | ------ |
|          | pessoas | %     | pessoas  | %        | pessoas | %      |
| Total    | 116 077 | 100   | 58 399   | 50,2     | 57 678  | 49,7   |
| Cidades  | 30 479  | 100   | 15 677   | 51,4     | 14 802  | 48,6   |
| Povoados | 85 598  | 100   | 42 722   | 49,9     | 42 876  | 50,1   |